# Corrado San Giorgio
Corrado San Giorgio (Ivrea, 11 dicembre 1909 – Udine, 3 novembre 2003) è stato un generale italiano, Comandante generale dell'Arma dei Carabinieri dal 3 gennaio 1971 al 7 febbraio 1973.

## Biografia
il 13 ottobre 1928 fu accolto nella Regia Accademia di Artiglieria e Genio. Venne nominato Sottotenente nell'Arma di Artiglieria il 21 marzo 1929 e destinato al 2º Reggimento d'Artiglieria di Montagna dal 28 agosto 1932. Promosso Capitano, tornò in Accademia sino al 1939. Con lo scoppio del conflitto venne assegnato allo Stato Maggiore del 2º Corpo d'Armata Mobilitato.
Superata la Scuola di Guerra, nel 1942 fu trasferito dapprima alla Divisione Alpina "Pusteria" e poi alla "Julia". Con quest'ultima Divisione, nel 1942, Divenuto Maggiore, partecipò alla Campagna di Russia, dove fu catturato durante i combattimenti nei pressi di Bubblikoff. Rientrato in Patria, promosso al grado di Tenente Colonnello fu assegnato allo Stato Maggiore dell'Esercito e poi al comando del Gruppo Artiglieria da Montagna "Bergamo". Il 1º gennaio 1953 fu promosso Colonnello e, dopo il Comando del 3º Reggimento di artiglieria da montagna nel 1954, fu posto a disposizione del Segretariato Generale della Presidenza della Repubblica, Ufficio del Consigliere militare.
Nel 1958 fu promosso Generale di Brigata e gli venne affidato il comando della Brigata alpina "Julia". Nominato Generale di Divisione il 18 agosto 1963, il 24 novembre assunse il Comando delle Truppe della "Carnia". Il 31 dicembre 1966 fu promosso Generale di Corpo d'Armata e destinato al Ministero della Difesa. Successivamente, nel 1968, cessato dall'incarico di Ispettore dell'Arma di Artiglieria, venne nominato Comandante del 4º Corpo d'Armata Alpino. Dal 3 gennaio 1971 sino al 7 febbraio 1973 fu Comandante Generale dell'Arma dei Carabinieri. Tra le molte onorificenze ricevute emerge quella di Cavaliere di Gran Croce dell'Ordine al Merito della Repubblica Italiana.